# Carl Stiehl
Carl Johann Christian Stiehl (Lübeck, 12 de juliol de 1826 - la mateixa ciutat el 2 de desembre de 1911) fou un bibliotecari, oboista i pedagog musical alemany. Ell junt amb el seu germà Heinrich foren deixebles del seu pare, distingit organista d'aquella ciutat.
Des de 1848 fins a 1858 desenvolupà les funcions d'organista a Jever i de 1858 a 1877 les de director de la música del gran duc d'Eutin, encarregant-se el 1878 de la direcció de la Societat de Música i de la Singakademie de Lubeck, així com de la crítica musical de la Gaceta de Lubeck.
Publicà: Zur Geschichte an der Instrumentalmusik in Lübeck (1885); Die Organisten an der St. Marienkirche u. die Abendmusiken zu Lübeck (1886); Lübeckisches Tonkünstlerlexicon (1887); Musikgeschichte der Stadt Lübeck (1891), i Geschichte des Theaters in Lübeck (1902).